# Psalm 16
Psalm 16 is de zestiende psalm uit Psalmen in de Hebreeuwse Bijbel (in de Griekse Septuagint en in de Latijnse Vulgaat Psalm 15) en een psalm van David. De psalm wordt vaak aangeduid met de eerste zin in het Latijn: Conserva me Domine, "behoed mij, God"  

## Opschrift
De psalm heeft het opschrift "een gouden kleinood van David", in de Nieuwe Bijbelvertaling uit 2021 "een stil gebed van David". Dit komt ook voor bij de psalmen 56 tot en met 60 en kan volgens oudtestamenticus N.A. van Uchelen het beste onvertaald blijven als "een miktam van David".

## Nieuwe testament
De apostel Petrus citeert het slot van Psalm 16 in zijn rede op Pinksteren (Handelingen 2:25-28) en past de tekst toe op Jezus. De apostel Paulus citeert het tiende vers in zijn toespraak in Antiochië (Handelingen 13:35).

## Muziek
Psalm 142 is meermaals in het Nederlands berijmd op de melodieën van het Geneefs Psalter (Psalmberijming van 1773, berijming van 1967, De Nieuwe Psalmberijming).
Het tiende vers komt in de King James-vertaling voor in het Engelstalige oratorium Messiah van Georg Friedrich Händel (HWV 56).
1 · 2 · 3 · 4 · 5 · 6 · 7 · 8 · 9 · 10 · 11 · 12 · 13 · 14 · 15 · 16 · 17 · 18 · 19 · 20 · 21 · 22 · 23 · 24 · 25 · 26 · 27 · 28 · 29 · 30 · 31 · 32 · 33 · 34 · 35 · 36 · 37 · 38 · 39 · 40 · 41 · 42 · 43 · 44 · 45 · 46 · 47 · 48 · 49 · 50 · 51 · 52 · 53 · 54 · 55 · 56 · 57 · 58 · 59 · 60 · 61 · 62 · 63 · 64 · 65 · 66 · 67 · 68 · 69 · 70 · 71 · 72 · 73 · 74 · 75 · 76 · 77 · 78 · 79 · 80 · 81 · 82 · 83 · 84 · 85 · 86 · 87 · 88 · 89 · 90 · 91 · 92 · 93 · 94 · 95 · 96 · 97 · 98 · 99 · 100 · 101 · 102 · 103 · 104 · 105 · 106 · 107 · 108 · 109 · 110 · 111 · 112 · 113 · 114 · 115 · 116 · 117 · 118 · 119 · 120 · 121 · 122 · 123 · 124 · 125 · 126 · 127 · 128 · 129 · 130 · 131 · 132 · 133 · 134 · 135 · 136 · 137 · 138 · 139 · 140 · 141 · 142 · 143 · 144 · 145 · 146 · 147 · 148 · 149 · 150 · 151